# Juliann Ubbergen
Juliann Jeremey Ubbergen (Amsterdam, 10 april 1990) is een Nederlandse acteur en stemacteur.

## Biografie
Ubbergen heeft gespeeld in een aantal televisieseries en films. In 2006 maakte hij zijn filmdebuut als Hassan in de film Don. In 2009 maakte hij zijn tv-debuut als Renzo da Silva in de serie De co-assistent.
In 2010 en 2011 speelde hij de rol van Marcel Keizer in de serie Het Huis Anubis en de Vijf van het Magische Zwaard. Samen met Jennifer Welts, Sanne-Samina Hanssen, Alex Molenaar en Roel Dirven vormde hij de hoofdcast. Tevens namen zij gezamenlijk voor Het Huis Anubis een single op getiteld De Vijf Zintuigen.
In het theater was Juliann onder andere te zien in Het Huis Anubis (Studio 100), Lover of Loser (lef theater), Midzomernachtdroom (Rotterdams Philharmonisch Orkest), Ali Baba en de 40 Rovers (Theater Terra), Disney’s The Lion King (Stage Entertainment Nederland) en Disney’s Aladdin (Stage Entertainment Nederland).

## Privé
Rodney Ubbergen is zijn oudere broer.

## Theater
- 2010-2011: Anubis en het Mysterie van het Verborgen Symbool, Marcel Keizer
- 2011-2012: Anubis en het Geheim van de Verloren Ziel, als Marcel Keizer
- 2021-2022: Disney's Aladdin, understudy Geest

## Stemacteur
- 2012 tot 2017 - Ultimate Spider-Man - Luke Cage/Powerman
- 2013 tot 2015 - Violetta - Broadway
- 2013 tot 2019 - Avengers Assemble - Black Panther
- 2013 - Lego Marvel Super Heroes: Maximum Overload - Nick Fury
- 2014 tot heden - Wolfblood -  Tom
- 2014 - Big Hero 6 - Wasabi
- 2014 - Disney Infinity 2.0: Marvel Super Heroes - Drax the Destroyer, Luke Cage / Powerman
- 2015 - Disney Infinity 3.0 - Drax the Destroyer, Black Panther, Luke Cage / Powerman
- 2015 tot heden - Miraculous: Tales of Ladybug & Cat Noir - Alec
- 2015 tot 2019 - Game Shakers - Double G
- 2019 - Aladdin - Geest
- 2020 - Scoob! - Captain Caveman
- 2020 - Star Wars: Visions - Dan
- 2021 tot heden - Gabby's Poppenhuis - DJ Kattenkruid
- 2021 - What If...? - Erik Killmonger
- 2021 - Encanto - Oude Arturo
- 2021 - Peperbollen - Adomah (seizoen 17, afl. 5)
- 2022 - LEGO Star Wars Zomervakantie - Finn
- 2022 - Star Wars: Tales of the Jedi - Dorpsbewoner
- 2022 - Strange World - Duffle
- 2022 - Klimaat redden voor beginners - Ricky
- 2023 - The Super Mario Bros. Movie - Toad
- 2023 - Spider-Man: Across the Spider-Verse - Miles Morales / Spider-Man
- 2023 - Once Upon a Studio - Geest
- 2023 - Wish - Simon
- 2024 - Mufasa: The Lion King - jonge Rafiki

## Single
- De Vijf Zintuigen (2010) de titelsong van Het Huis Anubis en de Vijf van het Magische Zwaard.